# France Boisvert
Pour les articles homonymes, voir Boisvert.
France Boisvert (née à Sherbrooke le 10 juin 1959) est une femme de lettres québécoise.

## Biographie
France Boisvert a fait un baccalauréat et une maîtrise en création littéraire à l'Université de Sherbrooke. Elle détient un doctorat de l'Université de Montréal (2001); sa thèse traite des genres littéraires dans l'œuvre du Baron de Lahontan soldat, voyageur et aventurier venu en Nouvelle-France pour devenir écrivain. 
Après avoir enseigné au secondaire cinq ans, elle est devenue professeure de littérature au collège Lionel-Groulx de 1997 à 2025,,. 

### Écriture
Elle a fait du journalisme (La Vie en rose) et publié des ouvrages de poésie et de fiction à l'Hexagone, Lévesque éditeur et quelques autres éditeurs. Elle a aussi publié des nouvelles, poèmes et essais dans diverses revues littéraires (dont XYZ, la revue de la nouvelle, Liberté, Nouvelle Barre du Jour, Mœbius et les Écrits du Canada français). Élue deux fois, elle a siégé au conseil d'administration de l’Union des écrivaines et des écrivains québécois (UNEQ).

### Radio
De septembre 2012 à septembre 2016, elle a animé l'émission hebdomadaire Le pays des livres sur les ondes de RadioVM. Le contenu des émissions comportait des recensions, analyses et interviews d'écrivains en compagnie de plusieurs collaborateurs de qualité (Robert Lévesque, Jacques Julien, Bruno Lalonde et Antoine Boisclair).
Durant la pandémie, depuis la mi-septembre 2020, sur les ondes de RadioVM, elle anime Culture à la carte où, tous les mardis, à 17H45, elle fait la recension de romans, de livres de nouvelles et d'essais.

## Œuvres

### Poésie
- Massawippi, Montréal, L’Hexagone, 1992, 62 p.  (ISBN 289006462X et 9782890064621)
- Comme un vol de gerfauts, Montréal, Noroît, collection Initiales, 1993, 61 p.  (ISBN 2890182711 et 9782890182714)
- Les Vents de l'Aube, Montréal, VLB, 1997, 69 p.  (ISBN 2890056635 et 9782890056633)
- Le Voyageur aux yeux d’onyx, Montréal, L’Hexagone, coll. La Voix des poètes, 2003, 111 p.  (ISBN 289006705X et 9782890067059)
- Vers Compostelle, Montréal, Éditions les Heures Bleues, 2014, 75 p.  (ISBN 9782924277263 et 2924277264)

### Romans et nouvelles
- Les Samourailles,  Montréal, L’Hexagone, collection fiction, 1987, 207 p.  (ISBN 2890062732 et 9782890062733)
- Li Tsing-tao ou le grand avoir, Montréal, L’Hexagone, collection fiction, 1989, 115 p.  (ISBN 289006350X et 9782890063501)
- Un vernis de culture (nouvelles), Montréal, Éditions de La Grenouillère, coll. Migrations, 2012, 213 p.  (ISBN 9782923949062 et 2923949064) (lauréat du prix des enseignants 2013)
- Vies parallèles, Montréal, Lévesque éditeur, collection Réverbération, 2014, 168 p.  (ISBN 9782924186428 et 2924186420)
- Professeur de paragraphe, Montréal, Lévesque éditeur, Coll. Réverbération, 2017, 158 p.  (ISBN 9782897630461 et 2897630469)

### Articles savants
- « L’influence protestante chez Lahontan», Revue d’Histoire et de Philosophie Religieuses, Strasbourg, tome 84, numéro 1, 2004, p. 31-51,
- « Pour l'enseignement d'une littérature signifiante » essai, Plaidoyer pour l'enseignement d'une littérature nationale: la littérature québécoise!, sous la direction d’Arlette Pilote, préface de Louis Caron, Fides, Montréal, 2011, p. 31-44;
- « Le Bon Sauvage du Baron de Lahontan », Revue Argument  -politique, société, histoire-  Surprenante Nouvelle-France!, Volume 16-2, Printemps-été 2014, p. 138-145.

## Réception critique
Les Samourailles
Son premier roman, Les Samourailles, surprend la critique qui ne fait pas le lien entre changements climatiques et mutation des mots : Jean-François Chassay lui reproche ses inventions langagières, ce qui « provoque une constante impression euphorique, comme si tout événement, gai ou triste, était prétexte à invention verbale». P. Bolduc pense qu'il s'agit là d'un « déploiement de la langue au service d'une imagination débridée » ; D. Maurel comprend plutôt que « Les nombreuses flèches décochées, et l'histoire en général, s'inscrivent dans une folie verbale qui relève davantage la saveur aigre-douce d'une existence désabusée. Rire pour ne pas pleurer; se moquer pour parer les coups».
Massawippi
À propos de Massawippi, Pierre Nepveu dit que « À l'orée de ce recueil constitué de trois longs poèmes narratifs et satiriques, France Boisvert apparaît un bref instant, sur les bords de son grand lac de l'Estrie, comme une sorte d'Anne Hébert perverse, qui « orchestre de minutieux rituels sous la bruine acide des pluies sacrées ». Mais foin des offrandes et des messes: le paysage natal se disloque vite sous la pression d'une mémoire coléreuse qui raconte l'histoire de « la génération la plus drôle du Québec » héritière de « la mort du Sens », fille de la légèreté irresponsable et de la dévaluation généralisée».
- En 1998, des extraits de Massawippi ont été gravés sur des stèles dans le Sentier Poétique de Richard Séguin à Saint-Venant-de-Paquette où elle participe à Grande nuit de la poésie de Saint-Venant les 18-19 août 2018 pour fêter les 20 ans des lieux qui ont maintenant une envergure considérable.

Le Voyageur aux yeux d'onyx
Concernant cet ouvrage, Thierry Bissonnette dit que « Pleinement à l'aise dans le poème en prose, France Boisvert, dans Le Voyageur aux yeux d'onyx, réunit la plupart des éléments et tonalités qui ont meublé son parcours littéraires. En 49 stations, on peut suivre les tribulations d'un mystérieux voyageur, sorte d'Ulysse qui posséderait la clairvoyante cécité d'Homère. À la façon dont Rimbaud naviguait dans ses Illuminations, Boisvert vogue entre les situations et les lieux, laissant le regard instaurer ses lois dans le chaos du visible».
Un vernis de culture 

« Après dix ans de voyages et de dessins, France Boisvert revient à l'écriture et publie Un vernis de culture, un livre de nouvelles que la critique Suzanne Giguère commente: « Maintenant un rythme d'écriture prompt du début à la fin, la romancière, nouvelliste et poète, France Boisvert s'exprime en réparties vives, souvent colorées, a le verbe facile et la plume alerte, un amour pour le mot juste et le juste sens des mots. Dans le vent vert de juin, les nouvelles d'Un vernis de culture se lisent et se savourent comme un gelato al limon. »

— Suzanne Giguère (in «Le Devoir», 9 juin 2012, p. F-2)
Ce livre remporte le Prix des Enseignants 2013. Par la suite, France Boisvert lance une autofiction par nouvelles intitulée Vies parallèles (Lévesque éditeur, 2014) et, plus tard, la même année, Vers Compostelle, récit poétique, (Les Heures bleues, 2014) pour lequel elle est invitée au Festival international de poésie de Trois-Rivières du 1 au 3 octobre 2016.
Professeur de paragraphe
Enfin, pour marquer le 50e anniversaire des cégeps, elle lance un roman caustique intitulé Professeur de paragraphe (Lévesque éditeur, 2017) à propos duquel la critique Françoise Belu dit que « Ce roman plaira assurément aux professeurs de français et de littérature à qui France Boisvert l'a dédié, mais aussi à tous ceux qui ont gardé un bon souvenir de leurs études dans un cégep et aux lecteurs férus de littérature».

## Prix et honneurs
- 1999 : Deuxième place aux Prix de la Société des Écrivains canadiens (SEC) pour Les vents de l’aube[14]
- 2013 : Lauréate du Prix des Enseignants, remis conjointement par l'Association québécoise des professeurs de français et l'Association nationale des éditeurs de livre, dans la catégorie nouvelles pour son livre Un Vernis de culture[5]